# Francesco Mazzei
Francesco Mazzei ist ein italienischer Filmproduzent und -regisseur sowie Autor.
Mazzei war als Produzent für die Julia tätig und in dieser Funktion an zunächst drei Mondo-Filmen zu Beginn der 1960er Jahre beteiligt. Später war er auch für einige Genrefilme Produzent; 1972 schrieb und inszenierte er zusätzlich den Giallo L'arma, L'ora, il movente. In den Folgejahren verließ er das Filmgeschäft und verfasste historische Romane.

## Filmografie (Auswahl)
- 1961: Attraktionen aus aller Welt (Mondo di notte n. 2)
- 1972: Die Waffe, die Stunde, das Motiv (L'arma, l'ora, il movente) (& Drehbuch, Regie)
- 1974: Convoy der Frauen (Convoi de femmes) (nur Drehbuch)

## Veröffentlichungen
- 1980: Cola di Rienzo
- 1983: Messalina[2]
- 1994: Camelie rosse
- 2001: Le braccia del mondo